# Marcilly-le-Hayer
Marcilly-le-Hayer ist eine französische Gemeinde mit 713 Einwohnern (Stand: 1. Januar 2022) im Département Aube in der Region Grand Est; sie gehört zum Arrondissement Nogent-sur-Seine und zum Kanton Saint-Lyé. 

## Geographie
Marcilly-le-Hayer liegt etwa 33 Kilometer westnordwestlich von Troyes am Orvin. Umgeben wird Marcilly-le-Hayer von den Nachbargemeinden Avon-la-Pèze im Norden, Saint-Lupien im Nordosten und Osten, Villadin im Osten und Südosten, Aix-Villemaur-Pâlis im Südosten, Planty im Süden, Pouy-sur-Vannes im Südwesten, Bercenay-le-Hayer im Westen sowie Bourdenay im Nordwesten. 

## Bevölkerungsentwicklung
| Jahr      | 1962 | 1968 | 1975 | 1982 | 1990 | 1999 | 2006 | 2019 |
| Einwohner | 512  | 464  | 471  | 582  | 630  | 702  | 677  | 727  |

## Sehenswürdigkeiten
- Dolmen La Pierre Couverte von Vamprin und Les Blancs Fossés, Monuments historiques seit 1936
- Kirche Saint-Leu-de-Sens, seit 1977 Monument historique
- Kapelle Saint-Flavit, 1897 erbaut
- Schloss Chavaudon von 1913, seit 2014 Monument historique

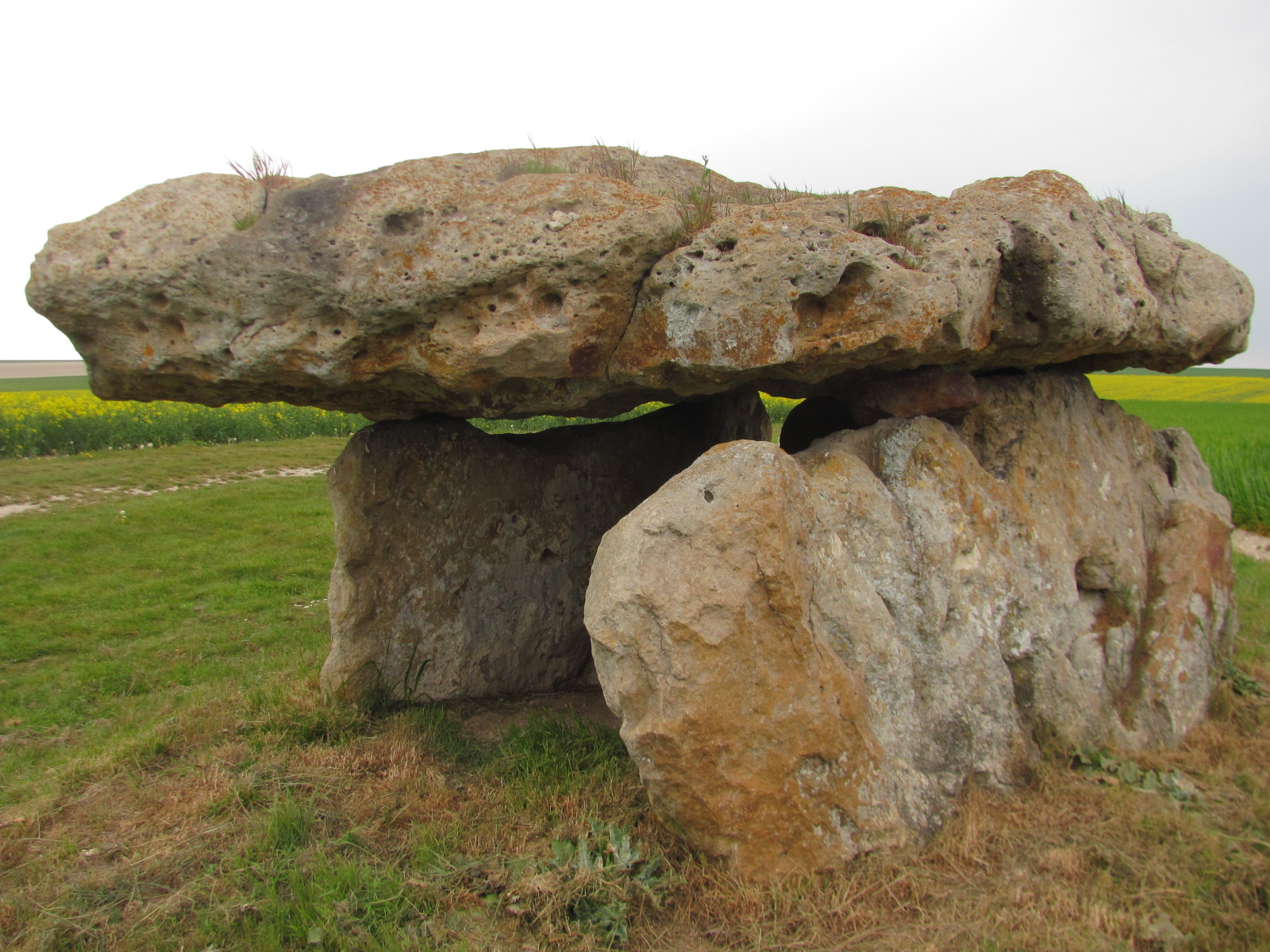
Dolmen des Blancs Fossés
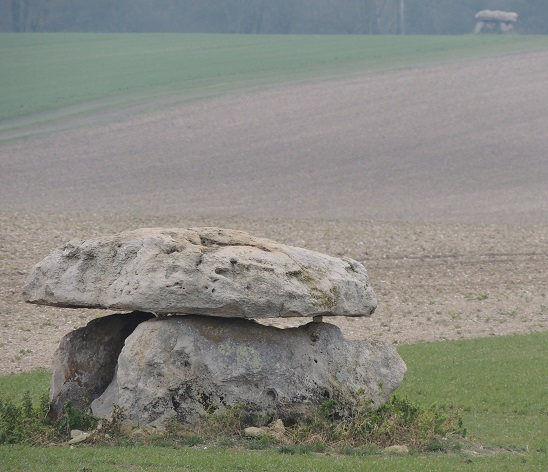
Dolmen Le Vamprin
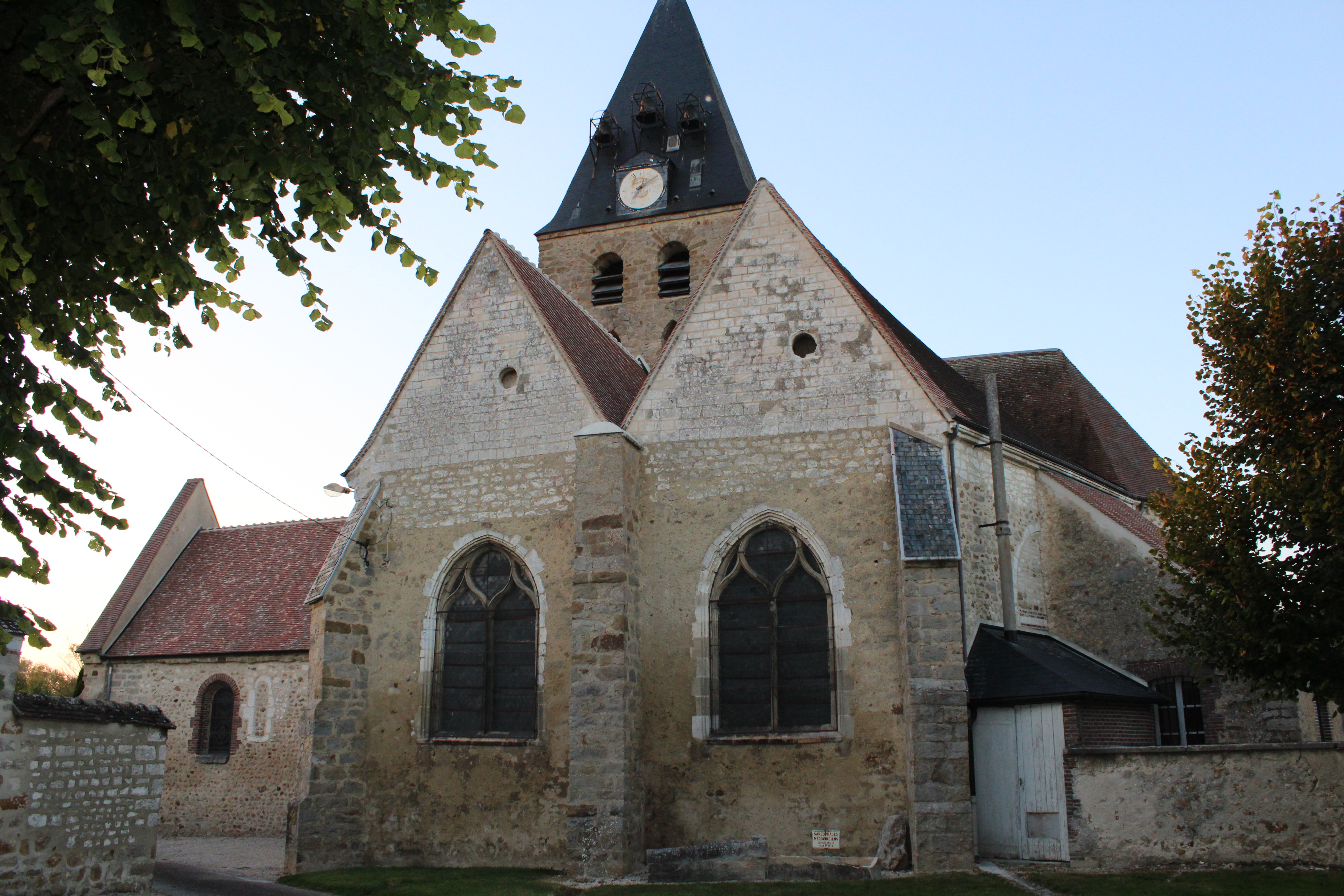
Kirche Saint-Leu-de-Sens
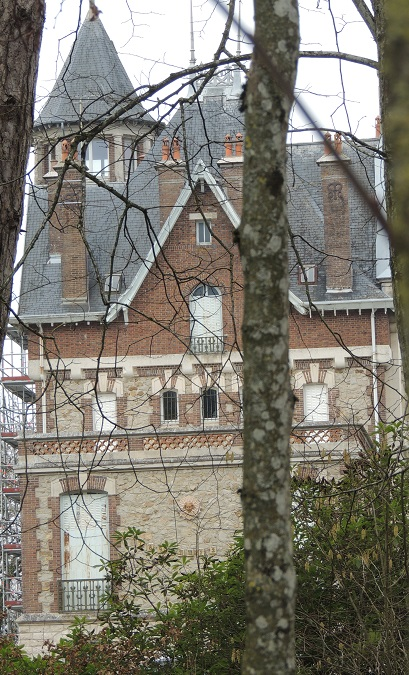
Schloss Chavaudon
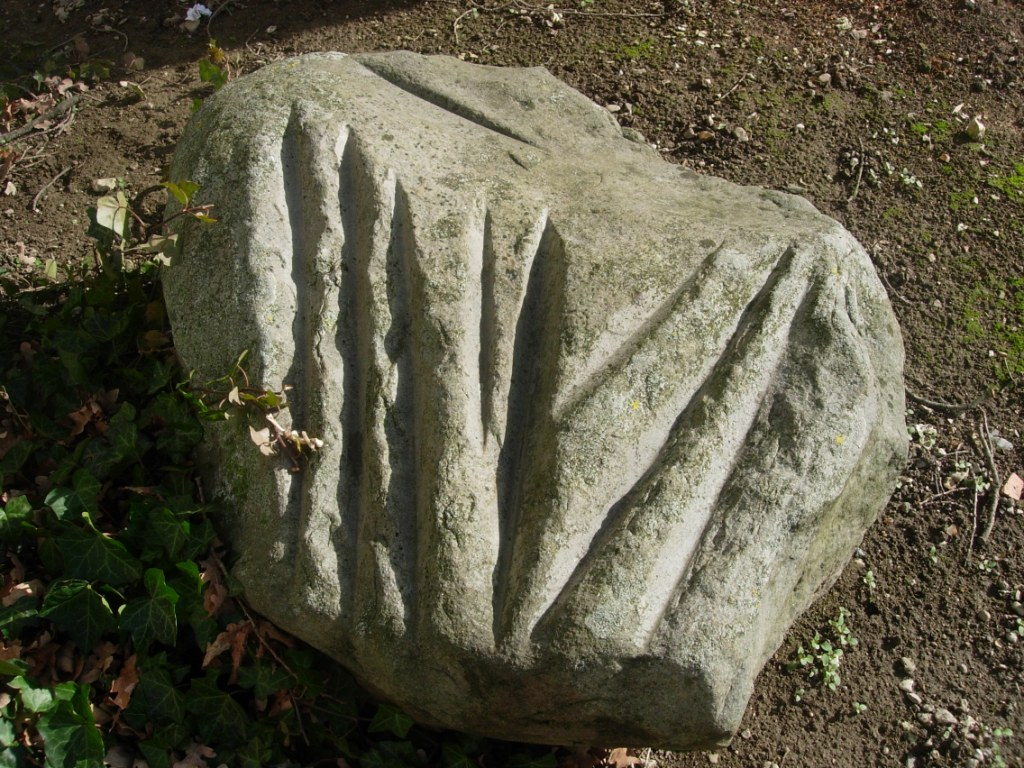
Polissoir du Champ Soyer, heute im Museum von Troyes